# Tom McLoughlin
Tom McLoughlin (* 19. července 1950) je americký scenárista, filmový režisér, herec a bývalý režisér pantomimy. Režíroval několik filmů a TV pořadů, jako například Vražda v Greenwich, Pátek třináctého 6: Jason žije (1986), adaptaci povídky Stephena Kinga Jednou se vrátí (1991), DC Sniper - 23 dní strachu (2003), drama Nevyřčené tajemství (2001) nebo také Křivé obvinění z roku 2010.
V roce 1977 byl nominován na cenu Emmy za jeho pomoc pro film Van Dyke and Company, kde hrál herec Dick Van Dyke. Roku 1979 ztvárnil robota S.T.A.R. v Disney filmu Černá díra. Jako herec si zahrál ještě např. ve snímku Critters 2 (1988). Podílel se též na seriálech Freddyho noční můry, Ti druzí či Neuvěřitelné příběhy.